# Петросян Тигран Левонович
Тигран Левонович Петросян (вірм. Տիգրան Լևոնի Պետրոսյան; нар. 17 вересня 1984) — вірменський шахіст, гросмейстер від 2004 року. Дворазовий чемпіон Вірменії, здобув два командних золота на Шахових олімпіадах.

## Шахова кар'єра
Названий на честь чемпіона світу Петросяна Тиграна Вартановича (але не має до нього стосунку). Вперше на міжнародній арені виступив 1994 року, взявши участь у чемпіонаті світу серед юніорів до 10 років, який відбувся в Сегеді. У турнірах циклу ЧС серед юніорів взяв участь ще кілька разів, найбільшого успіху досягнувши 2004 року в Кочі, де виборов титул чемпіона світу в категорії до 20 років.
У 1999 і 2000 роках двічі представляв Вірменію на олімпіадах серед юніорів до 16 років. які відбулись в Артеку. 2003 року поділив 2-ге місце (позаду Баадура Джобави, разом із, зокрема, Арташесом Мінасяном, Андрієм Волокітіним, Звіадом Ізорією і Мерабом Гагунашвілі на турнірі BCSA в Батумі. У 2004 році переміг на турнірах за швейцарською системою в Ісфагані та Бейруті. 2005 року поділив 1-ше місце на міжнародних турнірах, які відбулися в таких містах, як: Тегеран (разом з Гадіром Гусейновим, Євгеном Глейзеровим, Ельшаном Мораді і Ніджатом Мамедовим), Кіш (разом з Ельшаном Мораді, Ехсаном Гаемом Магамі і Євгеном Глейзеровим) і Лозанна (разом з Даніелем Фрідманом і Намігом Гулієвим). 2006 року переміг у Ліоні та в Дубаї (разом з Габріелом Саркісяном і Сергієм Федорчуком). 2007 року здобув у Єревані бронзову медаль чемпіонату Вірменії, а також посів 1-ше місце в Калькутті. У 2008 році поділив 1-ше місце у Вілінгу (разом з Хікару Накамурою і Варужаном Акопяном). 2011 року переміг (разом з Антоном Філіпповим і Маратом Джумаєвим) на меморіалі Георгія Агзамова, який відбувся в Ташкенті. 2014 року переміг на меморіалі Мечислава Найдорфа у Варшаві, а також поділив 1-ше місце (разом з Юрієм Кузубовим) в Абу-Дабі.
Багаторазовий представник Вірменії на командних змаганнях, зокрема:
- двічі на шахових олімпіадах (2008, 2012); дворазовий призер: у командному заліку — двічі золотий (2008, 2012)[6],
- двічі на командних чемпіонатах світу (2010, 2013)[7],
- двічі на командних чемпіонатах Європи (2009, 2013); призер: в особистому заліку — срібний (2009 — 5-та шахівниця)[8],
- двічі на шахових олімпіадах серед юніорів до 16 років (1999, 2000).

Найвищий рейтинг Ело в кар'єрі мав станом на 1 лютого 2013 року, досягнувши 2663 очок займав тоді 82-ге місце в світовому рейтинг-листі ФІДЕ, одночасно займаючи 5-те місце серед вірменських шахістів.
1 жовтня 2020 року Веслі Со звинуватив Петросяна в нечесній грі у півфіналі та фіналі Chess.com 2020 PRO Chess League (тоді Со був восьмим у світі). Петросян відповів довжелезним повідомленням, яке містило вислови на зразок «Ти найбільший невдаха якого я коли небудь бачив! Ти робив ПІПІ у свої памперси коли я перемагав гравців набагато сильніших за тебе! [sic]». Chess.com встановив, що Петросян порушив правила щодо чесної гри, внаслідок чого його команда Вірменські Орли була позбавлена перемоги й дискваліфікована. Chess.com та PRO Chess League ввели довічний бан Петросяну.

## Зміни рейтингу
| На цьому місці має відображатися графік чи діаграма, однак з технічних причин його відображення наразі вимкнено. Будь ласка, не видаляйте код, який викликає це повідомлення. Розробники вже працюють для того, щоби відновити штатне функціонування цього графіка або діаграми. | |
| | На цьому місці має відображатися графік чи діаграма, однак з технічних причин його відображення наразі вимкнено. Будь ласка, не видаляйте код, який викликає це повідомлення. Розробники вже працюють для того, щоби відновити штатне функціонування цього графіка або діаграми. |